# 愚管抄
『愚管抄』（ぐかんしょう）は、鎌倉時代初期の史論書。作者は天台宗僧侶の慈円。全7巻。承久の乱の直前、朝廷と幕府の緊張が高まった時期の承久2年（1220年）頃成立したが、乱後に修訂が加えられている。北畠親房の『神皇正統記』と双璧を為す、中世日本で最も重要な歴史書と評される。愚管とは私見の謙譲語。

## 著者
明治時代までは著者は不明だった。
1921年に三浦周行は、青蓮院にある慈円の複数の書簡が、愚管抄の内容と一致することを確認し、著者は慈円と確定した。

## 概略
初代・神武天皇から第84代・順徳天皇までの歴史を、貴族の時代から武士の時代への転換と捉え、末法思想と「道理」の理念とに基づいて、仮名文で述べたもの。慈円は朝廷側の一員であるが、源頼朝の政治を道理にかなっていると評価している。また、慈円自身の父である藤原忠通が父（慈円にとっては祖父）藤原忠実と不仲であった事を暗に批判したり、同母兄弟である九条家流を持ち上げて異母兄弟である近衛家流を非難するなど、摂関家の一員として慈円本人の複雑な事情を垣間見る事の出来る記事も存在する。

## 構成
『愚管抄』の内容は性格の異なる三部分から成り立っており、巻1から巻2までは神武以来の天皇年代記、巻3から巻6までは道理の推移を中心とする歴史叙述、そして巻7は道理についての総括となっている。鈴木正道によると当初巻3から書き始められ、最後に天皇年代記が書き継がれたとする。巻7に至り、一切の法は道理であり、其の道理に基づいて世の直し方の方法を論述している。

## 主な参考史料
岡見と赤松、尾崎勇などによる。
| 巻1 皇帝年代記 神武～朱雀天皇         | 簾中抄、水鏡と扶桑略記     |
| 巻2 皇帝年代記 朱雀天皇～後堀川天皇   | 簾中抄、大鏡、今鏡         |
| 巻3 歴史叙述 神武天皇～藤原道長       | 水鏡、栄花物語、大鏡       |
| 巻4 歴史叙述 一条天皇～保元の乱       | 栄花物語、今鏡、古事談     |
| 巻5 歴史叙述 平治の乱～源頼朝         | 今鏡、延慶本平家物語、玉葉 |
| 巻6 歴史叙述 九条兼実摂政～源実朝暗殺 | 玉葉                       |
| 巻7 歴史批評                          |                            |

保元物語、平治物語は類似記事は多いが、史料として使われたかはあきらかでない。

## 想定読者
三浦の研究以来、承久の乱を防止するための、後鳥羽上皇周囲への諫言書であるという意見が多かった。近年、兄九条兼実のひ孫にあたる皇太子(のちの仲恭天皇)と将軍頼経への教育目的の書であるという意見が出ている。

## 代表的な写本
児島の論文も参照。
- 文明本 宮内庁書陵部蔵  巻2が欠巻

文明8年(1476)書写の奥書あり。主に漢字片仮名文だが一部ひらがなあり。筆写時期は江戸初期か。
印刷刊本として新訂増補国史大系(昭和5)、岩波文庫(昭和24)
- 天明本 国文学研究資料館本など多種 全7巻の完本

文明8年の奥書のあとに天明8年(1788)の奥書あり。巻2が補巻されているなど、文明本以外に何を参照したかは不明。漢字ひらがな文。
刊本として『史籍収覧』(明治15)、中島悦次『愚管抄評釈』(昭和6)
- 島原本  長崎県島原市公民館所蔵  全7巻の完本

巻1が2種あり、1つは桓武天皇で終わり、１つは朱雀天皇で終わる（こちらは阿波本と同じ奥書あり）。主に漢字片仮名文。江戸時代の書写。
刊本は岩波書店の日本古典文学大系 大隅和雄の現代語訳
- 阿波本  東京大学文学部国語研究室蔵 巻1,3のみ

巻1は桓武天皇まで。巻1には正和2年(1313)の、巻3には貞治6年(1367)の奥書あり。漢字片仮名文。文明本より古形をとどめている可能性がある。書写時期は江戸前期。
巻3のみ岩波書店の日本古典文学大系に併収。

## 版本
- 『愚管抄』（岩波書店〈日本古典文学大系〔旧大系〕〉、1967年）
- 『愚管抄』（丸山二郎校注、岩波文庫、1949年、復刊1988年ほか）
- 国史大系本『古今著聞集・愚管抄』（吉川弘文館、新訂増補版2000年）ISBN 4-642-00320-7

## 愚管抄独自の記載の例
保元の乱以後には、証言者の名もあげた独自記事が多く

、史料的価値がある。
頼朝死後の鎌倉の動静、頼家の最期、実朝暗殺、承久の乱前夜など、『吾妻鏡』にもない記事がある。

### 源頼家の最期
『吾妻鏡』には伊豆からの飛脚の伝聞として「左金吾禅門（頼家）於当国修禅寺薨給之由」としか書かれていない。